# São Conrado
São Conrado est un quartier de la zone sud de la ville de Rio de Janeiro au Brésil. C'est l'un des quartiers nobles de la ville, avec ses résidences destinées à une haute classe sociale. C'est dans ce quartier que l'on trouve le centre commercial le plus luxueux de Rio, le Fashion Mall. Cependant, le quartier présente de très importantes disparités sociales du fait de la proximité des favelas Rocinha et Vidigal.

Panorama de la plage de São Conrado